# Stano Radič
Stano Radič, celým jménem Stanislav Radič (7. května 1955 – 8. dubna 2005 Bratislava) byl známý slovenský scenárista, humorista, moderátor, redaktor, kabaretiér a politik, manžel Ivety Radičové, původním povoláním sociolog.
V 90. letech se prosadil na slovenské humoristické scéně. Několik let pracoval v metodicko-výzkumném kabinetu Slovenského rozhlasu. Od roku 1983 působil jako redaktor a později i jako vedoucí redakce zábavy ve Slovenském rozhlase. Autorsky spolupracoval hlavně s Jaro Filipem.
V roce 1990 byl zvolen poslancem Národní rady Slovenské republiky za VPN, od roku 1993 působil ve svobodném povolání.
Zemřel krátce před padesátými narozeninami na infarkt. Je pohřben na bratislavském hřbitově Vrakuňa.

## Dílo

### Literární apublicistická tvorba
- do roku 1989 Roháč, Rodina, Nedeľná Pravda, Smena, Stop
- po roku 1989 Sme, Eurotelevízia, Plus 7 dní, Smer
- 1989-1990 - politické komentáře ve Slovenském rozhlasu
- 1990 - aforizmy v knize Aforizník /vydavatelství EDO/

### Rozhlasové komedie
- 1983 Vetrolam
- 1985 Zverokruh
- 1986 Viróza
- 1986 Memoáre starej mamy
- 1987 O kladnom hrdinovi (pro Československý rozhlas v Praze)
- 1987 Sny jedného reportéra
- 1988 A potom za plotom…
- 1988 Asistent v zábehu
- 1992 Dallas nad Váhom
- 1987 scénář k rozhlasovému silvestrovskému programu Silvestrovská olympiáda
- 1987-1991 účinkování v rozhlasovém pořadu Humorikon
- 1989-1999 scénáře a účinkování v rozhlasovém zábavníku Apropo plus
- desítky rozhlasových scének v pořadech Kaleidofón, Variácie, silvestrovské programy
- Od roku 1994 do roku 2000 společně s Jaro Filipem spolumoderátor dvouhodinové publicisticko-zábavního „live“ pořadu Záložňa v Rádiu Twist
- 2000–2005 moderátor pořadu Úschovňa v Rádiu Expres

### Televizní scénáře
- 1984 - scénář k filmu Chalani
- 1991-1992 - scénáře k cyklu Dvaja z jedného cesta /Miroslav Noga, Štefan Skrúcaný/
- 1993-1994 - scénáře k cyklu Apropo TV
- 1995 – scénáře k cyklu Apropo VTV
- 1997 - scénář k hlavnímu televiznímu silvestrovskému programu
- 1998 - autor námětu i názvu televizního pořadu Reklamátor, založeného na prezentaci nejvtipnějších reklam
- 1998 - spolu s Jaro Filipem moderátor televizní talk show Reservé
- 1997 - 1999 - spoluscenárista a účinkující v televizním kabaretu Telecvoking v TV Markíza
- 2001 - 2005 – autor a moderátor pořadu Kaviareň u Filipa pro Slovenskou televizi
- 2001 – 2005 – jeden z účinkujících v programu TV Markíza 7 s.r.o

### Divadelní komedie
- 1991 - Zmena predstavenia /Štúdio S/
- 1993 - Čo sme našli na stole
- 1995 - Apropo na cestách
- 1996 - A potom za plotom
- 2002 – Cirkus Homo sapiens
- 2004 – rozhlasový kabaret Stredoslováci s Jánem Snopkem